# Soyuz T-11
Soyuz T-11 foi a sexta expedição à Salyut 7, realizada entre abril e outubro de 1984, e que levou ao espaço o primeiro cosmonauta indiano, Rakesh Sharma, integrante do programa espacial Intercosmos.

## Tripulação
Lançados
| Posição                | Cosmonauta        | Duração        | Pousou na  |
| ---------------------- | ----------------- | -------------- | ---------- |
| Comandante             | Yuri Malyshev     | 7d 21h 40m 06s | Soyuz T-10 |
| Engenheiro de voo      | Gennady Strekalov | 7d 21h 40m 06s | Soyuz T-10 |
| Cosmonauta-pesquisador | Rakesh Sharma     | 7d 21h 40m 06s | Soyuz T-10 |

Aterrissaram
| Posição                | Cosmonauta        | Duração          | Lançou na  |
| ---------------------- | ----------------- | ---------------- | ---------- |
| Comandante             | Leonid Kizim      | 236d 22h 49m 04s | Soyuz T-10 |
| Engenheiro de voo      | Vladimir Solovyov | 236d 22h 49m 04s | Soyuz T-10 |
| Cosmonauta-pesquisador | Oleg Atkov        | 236d 22h 49m 04s | Soyuz T-10 |

## Parâmetros da missão
- Massa: 6850 kg
- Perigeu: 195 km
- Apogeu: 224 km
- Inclinação: 51.6°
- Período: 88.7 minutos

## Pontos altos da missão
Rakesh Sharma conduziu um programa da observação da Terra concentrando-se na Índia. Ele também realizou experimentos em ciências da vida e processamento de materiais.